# Hjalmar Borgstrøm
Hjalmar Borgström f. Jensen (23. marts 1864 i Kristiania – 5. juli 1925 smst) var en norsk komponist og musikkritiker.
Borgstrøm var en betydningsfuld komponist og musikerkritiker af sin generation. Han har komponeret 2 symfonier, orkesterværker, to operaer etc. 

## Udvalgte værker
- Symfoni nr. 1 (1890) - for orkester
- Symfoni nr. 2 (1912) - for orkester
- Klaverkoncert (1910) - for klaver og orkester
- Violinkoncert (1914) - for violin og orkester

## Eksternt link
- Om Borgström og stykket Tanken i musiktidsskriftet Ballade Arkiveret 29. januar 2008 hos  Wayback Machine

1. ↑  Navnet er anført på bokmål og stammer fra Wikidata hvor navnet endnu ikke findes på dansk.